# Albatera
Albatera (en castillan et en valencien) est une commune d'Espagne de la province d'Alicante dans la Communauté valencienne. Elle est située dans la comarque de la Vega Baja del Segura et dans la zone à prédominance linguistique castillane.

## Géographie

Localisation d'Albatera
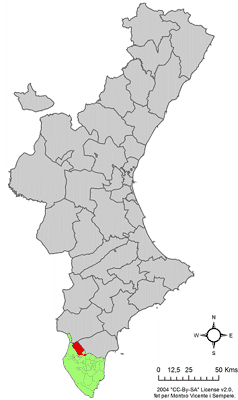
dans la Communauté valencienne.
dans la comarque de la Vega Baja del Segura.

La commune s'étend sur 66,33 km2 dans le nord de la Vaga Baja del Segura, entre les massifs de Crevillent et de Callosa. Elle comprend deux agglomérations, celle d'Albatera proprement dite et la zone résidentielle (urbanización) de Serralba, située à 5 km au nord.

## Histoire

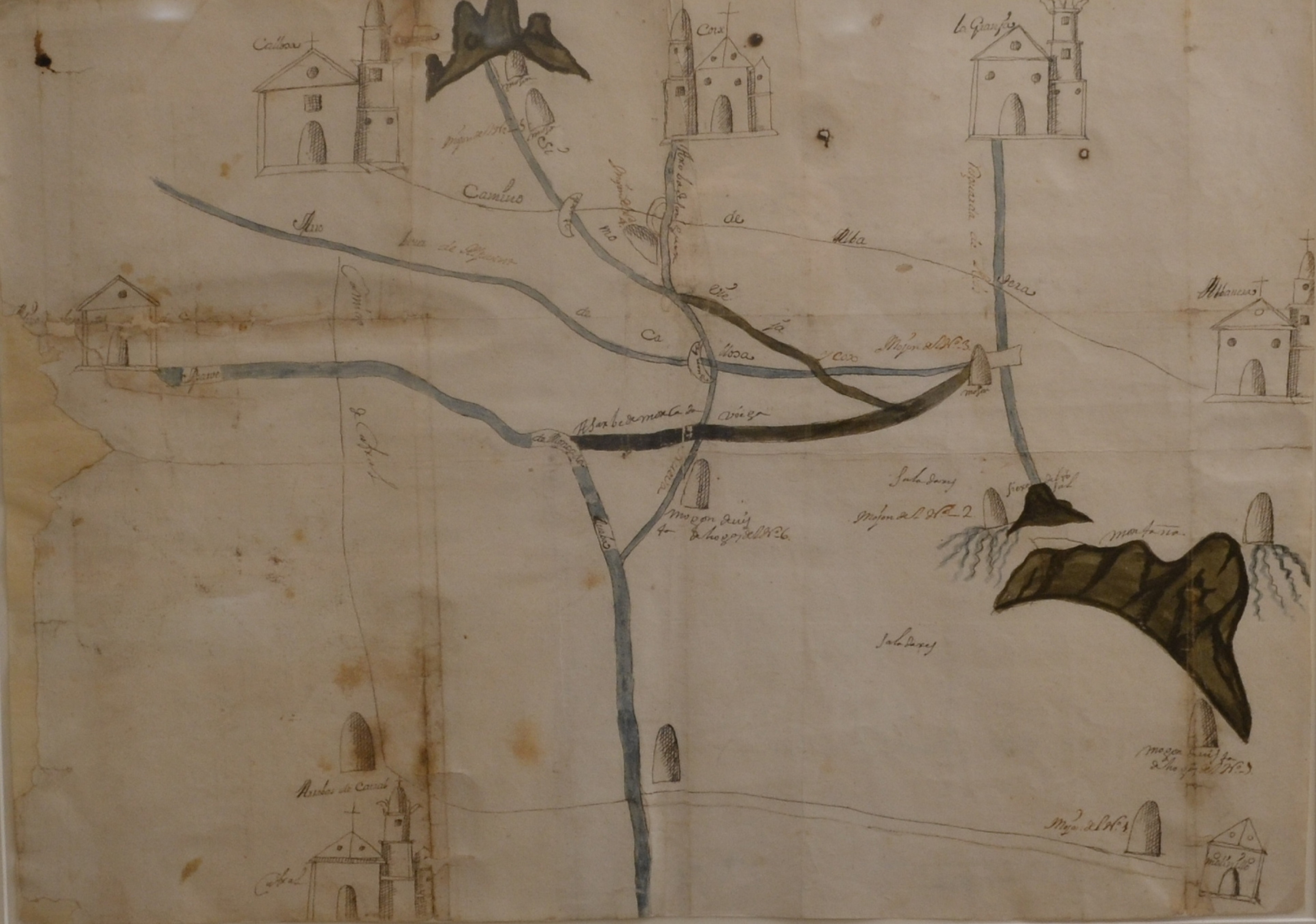
Carte de 1729 des territoires communaux de Callosa de Segura, Cox, Albatera et Granja de Rocamora.

Une partie du territoire de la commune en est détachée pour former le 30 mars 1993 la commune de San Isidro.

## Jumelages
Saint-André-de-Cubzac (France) depuis 2004